# 東門圓環 (臺南市)

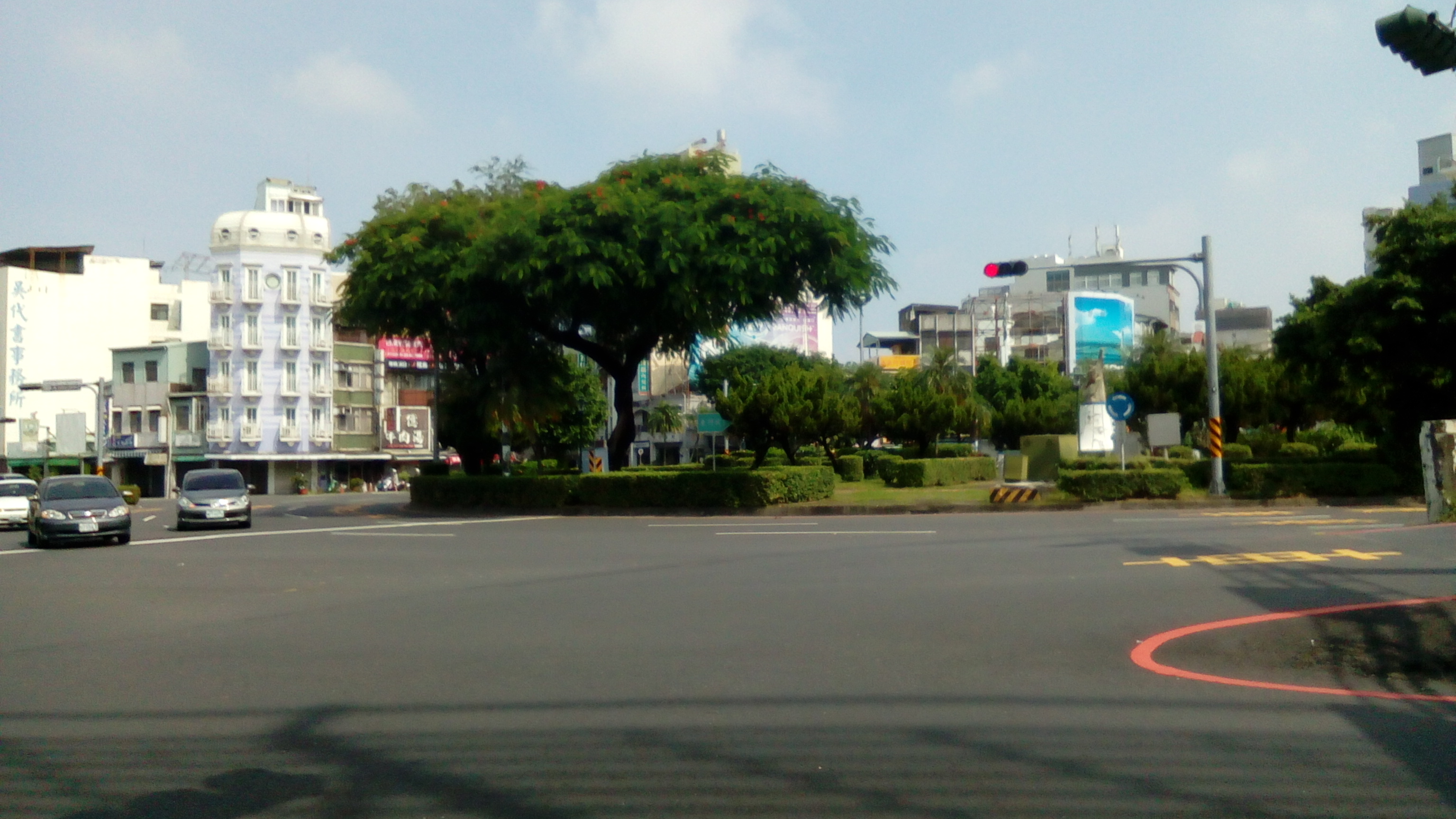
東門圓環

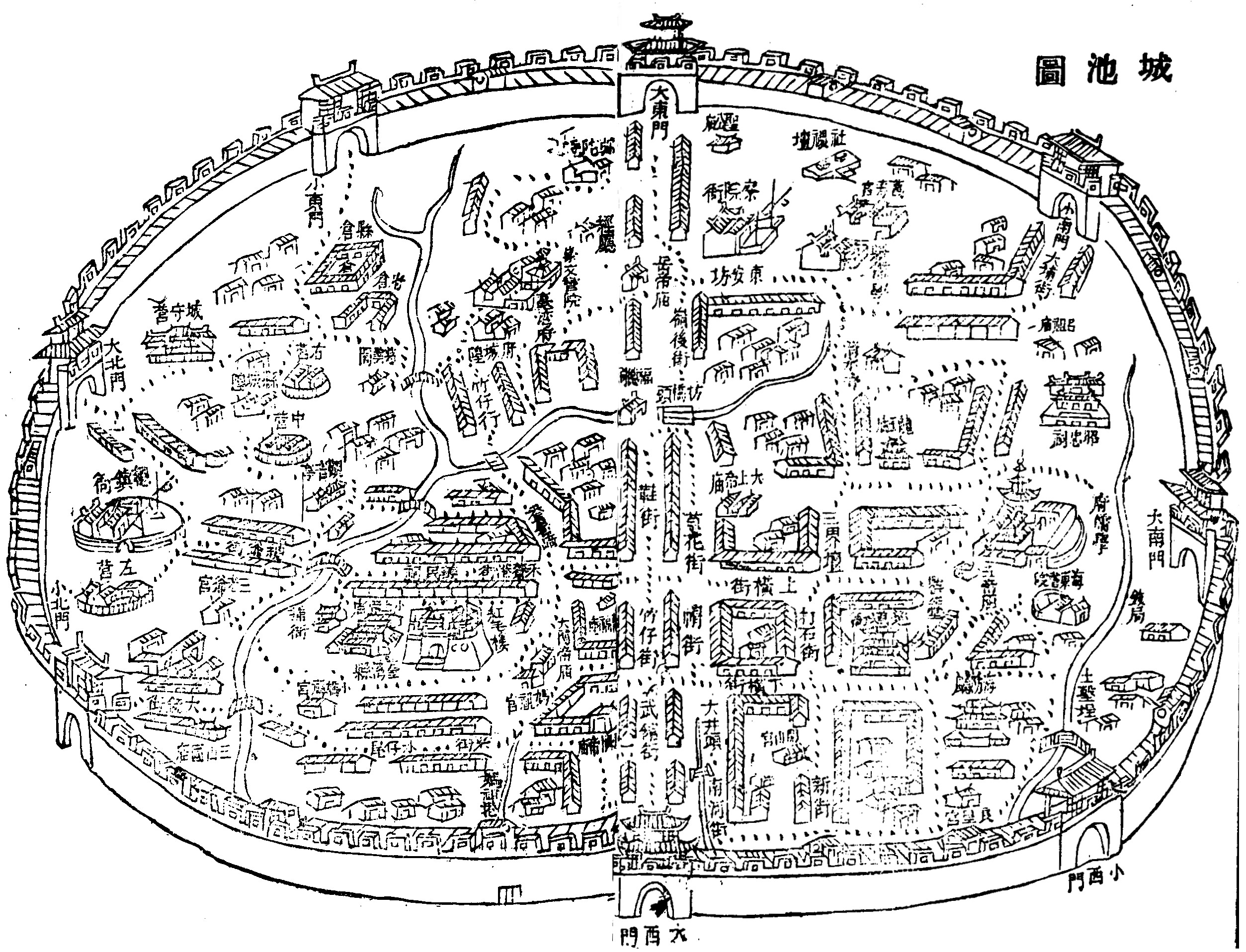
18世紀《城池圖》大東門邊的「社稷壇」一帶即東門圓環所在

東門圓環，是位於臺南市中西區的圓環，連接北門路、民權路、府前路、大同路與東門路（東門陸橋）。

## 歷史
東門圓環一帶地貌原為海拔約18至20公尺、名列府城七丘之一的低矮丘陵地。東寧與清治時期於今大同路69號一帶設置社稷壇與山川臺，每逢春秋仲月上戊日舉行風雲雨雷山川壇之祭祀。日治時期市區改正計畫將此地區規劃新街道與公園，並闢建東門圓環。
戰後東門圓環曾被攤販占據至1968年拆除。1972年，在圓環中央放置了楊英風的放大複製雕塑《青年雙手·人類希望》。1974年，設置東門陸橋以取代鐵路平交道，汽車行駛陸橋上方，機車則行駛地下機車道。東門陸橋將於臺南市區鐵路地下化後拆除，到時可直接行至東門路。

## 附近地標
- 復興公有零售市場（原為新豐郡役所，二戰台南大轟炸中受損，戰後作為衛生所，1981年改建為復興市場。）
- 東門車站（1971年廢站）
- 東門大人廟